# Bastikeri, Kumta
Bastikeri là một làng thuộc tehsil Kumta, huyện Uttara Kannada, bang Karnataka, Ấn Độ.